# Robert Anstice

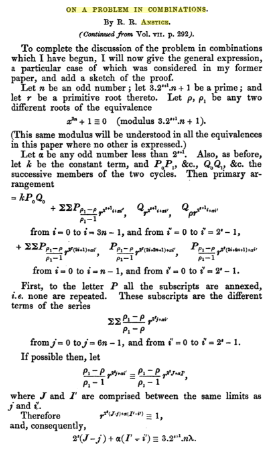
Primera plana del segon article sobre combinatòria de 1853.

Robert Anstice (anglès: Robert Richard Anstice)  (Madeley, 9 d'abril de 1813 - Wigginton, 17 de desembre de 1853) va ser un clergue anglicà i notable matemàtic anglès.

## Vida i Obra
Robert Anstice va estudiar al Christ Church College de la universitat d'Oxford on es va graduar el 1835 i doctorar el 1837. Res es coneix de la seva vida durant els deu anys següents. El 1846 va ser ordenat sacerdot de l'Església d'Anglaterra i l'any següent va ser nomenat rector de Wigginton (Hertfordshire). Va morir en aquest lloc el 1853.
Anstice va escriure dos importants articles sobre combinatòria, publicats el mateix any de la seva mort al Cambridge and Dublin mathematical journal. En ells, utilitzava per primer cop les arrels primitives en el camp de la combinatòria, anticipant els treballs d'Eugen Netto sobre els triplets de Steiner i de la teoria del disseny.